# Шоу, Люк
Люк Пол Хор Шо́у (англ. Luke Paul Hoare Shaw, английское произношение: [luːk ʃɔː]; родился 12 июля 1995 года, Кингстон-апон-Темс) — английский футболист, левый крайний защитник клуба «Манчестер Юнайтед» и сборной Англии. Участник двух чемпионатов мира (2014 и 2022) и двух чемпионатов Европы (2020 и 2024). Воспитанник академии «Саутгемптона».

## Клубная карьера

### «Саутгемптон»
Начал карьеру в молодёжной академии «Саутгемптона» в возрасте восьми лет. Выступал за молодёжную и резервную команды клуба, как и Гарет Бейл, за что получил прозвище «новый Гарет Бейл». Своей игрой привлёк внимание нескольких клубов Премьер-лиги, включая «Арсенал», «Челси» и «Манчестер Сити». В январе 2012 года главный тренер «святых» Найджел Эдкинс заявил, что не намерен продавать молодого защитника: «Люк Шоу является большой частью наших будущих планов. Поверьте, мы не собираемся отпускать никого из наших молодых игроков, мы хотим, чтобы они выступали в основном составе „Саутгемптона“ в Премьер-лиге».
Дебют Люка Шоу за основной состав «Саутгемптона» состоялся 28 января 2012 года в матче Кубка Англии против «Миллуолла». Перед началом сезона 2012/13 в Премьер-лиге Шоу стал одним из четырёх молодых игроков, переведённых из резерва в основной состав команды (вместе с Джеком Стивенсом, Калумом Чеймберсом и Джеймсом Уорд-Проузом).
5 ноября 2012 года дебютировал в Премьер-лиге в матче против «Вест Бромвич Альбион», выйдя на замену Дэнни Фоксу. 10 ноября впервые вышел на поле в стартовом составе в матче Премьер-лиги против «Суонси Сити».

### «Манчестер Юнайтед»
27 июня 2014 года Люк Шоу перешёл в «Манчестер Юнайтед», подписав с клубом четырёхлетний контракт. Сумма трансфера составила £27 млн, но может вырасти до £31 млн в зависимости от выступлений игрока.
23 июля сыграл свой первый матч за «Юнайтед» в предсезонном турне команды, отыграв первые 45 минут во встрече с «Лос-Анджелес Гэлакси». Во время предсезонного турне получил травму подколенного сухожилия, из-за чего пропустил начало сезона в Премьер-лиге. Дебютировал за «Юнайтед» в официальном матче 27 сентября 2014 года, выйдя в стартовом составе в игре против «Вест Хэм Юнайтед» на «Олд Траффорд».
15 сентября 2015 года в матче группового этапа Лиги чемпионов против ПСВ Люк получил перелом большеберцовой и малоберцовой костей правой ноги после подката Эктора Морено, в результате чего пропустил остаток сезона 2015/16 и чемпионат Европы. Восстановление от травмы заняло десять месяцев: Люк вернулся на поле в товарищеском матче против «Уиган Атлетик» 16 июля 2016 года.
7 августа 2016 года Шоу впервые вышел на поле после перелома ноги, полученного в сентябре 2015 года: это была игра за Суперкубок Англии против «Лестер Сити», в которой «Манчестер Юнайтед» одержал победу.
10 августа 2018 года Шоу забил свой первый гол в первом матче сезон 2018/19 а в ворота «Лестер Сити». 18 октября 2018 года он продлил контракт с «Манчестер Юнайтед» на пять лет. По итогам сезона 2018/19 Люк получил приз сэра Мэтта Басби как лучший игрок сезона в «Манчестер Юнайтед»
5 марта 2020 года Шоу забил свой единственный гол в сезоне 2019/20 в матче Кубка Англии против «Дерби Каунти».
2 февраля 2021 года отдал две голевые передачи в победном матче над «Саутгемптоном» с рекордным счетом 9-0. 7 марта Шоу забил впервые с августа 2018 в ворота «Манчестер Сити».
20 декабря 2022 года Шоу продлил контракт с «Манчестер Юнайтед» на один год. В январе 2023 он хорошо зарекомендовал себя на непривычной позиции центрального защитника.
4 апреля 2023 года Люк Шоу продлил контракт с «Манчестер Юнайтед» до июня 2027 года.

## Карьера в сборной
Выступал за национальные сборную Англии до 16 и до 17 лет.
В 2013 году дебютировал в составе сборной Англии до 21 года.
5 марта 2014 года впервые сыграл за первую сборную Англии в матче против Дании.
В мае 2014 года главный тренер сборной Англии Рой Ходжсон включил Люка Шоу в заявку национальной команды на чемпионат мира. 24 июня Шоу дебютировал на чемпионате мира в матче группового этапа против сборной Коста-Рики.
Шоу был включён в заявку сборной Англии для участия на Евро-2020. 11 июля 2021 года Шоу забил самый быстрый гол в финале чемпионата Европы против сборной Италии. Однако его раннего гола было недостаточно, чтобы Англия выиграла свой первый крупный титул за 55 лет, так как Италия в серии пенальти одержала победу после ничьей 1:1 в основное и дополнительное время.

### Матчи за сборную
Данные приведены по состоянию на 10 декабря 2022 года
| Матчи и голы Люка Шоу за сборную Англии | Матчи и голы Люка Шоу за сборную Англии | Матчи и голы Люка Шоу за сборную Англии | Матчи и голы Люка Шоу за сборную Англии | Матчи и голы Люка Шоу за сборную Англии | Матчи и голы Люка Шоу за сборную Англии | Матчи и голы Люка Шоу за сборную Англии |
| №                                       | Дата                                    | Соперник                                | Стадион                                 | Счёт                                    | Голы                                    | Турнир                                  |
| --------------------------------------- | --------------------------------------- | --------------------------------------- | --------------------------------------- | --------------------------------------- | --------------------------------------- | --------------------------------------- |
| 1                                       | 5 марта 2014                            | Дания                                   | «Уэмбли», Лондон                        | 1:0                                     |                                         | Товарищеский матч                       |
| 2                                       | 4 июня 2014                             | Эквадор                                 | «Сан Лайф», Майами                      | 2:2                                     |                                         | Товарищеский матч                       |
| 3                                       | 24 июня 2014                            | Коста-Рика                              | «Минейран», Белу-Оризонти               | 0:0                                     |                                         | Чемпионат мира 2014                     |
| 4                                       | 18 ноября 2014                          | Шотландия                               | «Селтик Парк», Глазго                   | 3:1                                     |                                         | Товарищеский матч                       |
| 5                                       | 5 сентября 2015                         | Сан-Марино                              | «Олимпийский стадион», Серравалле       | 6:0                                     |                                         | Отборочные матчи ЧЕ-2016                |
| 6                                       | 8 сентября 2015                         | Швейцария                               | «Уэмбли», Лондон                        | 2:0                                     |                                         | Отборочные матчи ЧЕ-2016                |
| 7                                       | 22 марта 2017                           | Германия                                | «Сигнал Идуна Парк», Дортмунд           | 0:1                                     |                                         | Товарищеский матч                       |
| 8                                       | 8 сентября 2018                         | Испания                                 | «Уэмбли», Лондон                        | 1:2                                     |                                         | Лига наций УЕФА                         |
| 9                                       | 28 марта 2021                           | Албания                                 | «Арена Комбетаре», Тирана               | 2:0                                     |                                         | Отборочные матчи ЧМ-2022                |
| 10                                      | 6 июня 2021                             | Румыния                                 | «Риверсайд», Мидлсбро                   | 1:0                                     |                                         | Товарищеский матч                       |
| 11                                      | 18 июня 2021                            | Шотландия                               | «Уэмбли», Лондон                        | 0:0                                     |                                         | Евро-2020. Групповой этап               |
| 12                                      | 22 июня 2021                            | Чехия                                   | «Уэмбли», Лондон                        | 1:0                                     |                                         | Евро-2020. Групповой этап               |
| 13                                      | 29 июня 2021                            | Германия                                | «Уэмбли», Лондон                        | 2:0                                     |                                         | Евро-2020. 1/8 финала                   |
| 14                                      | 3 июля 2021                             | Украина                                 | «Олимпийский стадион», Рим              | 4:0                                     |                                         | Евро-2020. 1/4 финала                   |
| 15                                      | 7 июля 2021                             | Дания                                   | «Уэмбли», Лондон                        | 2:1                                     |                                         | Евро-2020. 1/2 финала                   |
| 16                                      | 11 июля 2021                            | Италия                                  | «Уэмбли», Лондон                        | 1:1 (2:3 пен.)                          | 1                                       | Евро-2020. Финал                        |
| 17                                      | 2 сентября 2021                         | Венгрия                                 | «Пушкаш Арена», Будапешт                | 4:0                                     |                                         | Отборочные матчи ЧМ-2022                |
| 18                                      | 8 сентября 2021                         | Польша                                  | «Национальный», Варшава                 | 1:1                                     |                                         | Отборочные матчи ЧМ-2022                |
| 19                                      | 12 октября 2021                         | Венгрия                                 | «Уэмбли», Лондон                        | 1:1                                     |                                         | Отборочные матчи ЧМ-2022                |
| 20                                      | 26 марта 2022                           | Швейцария                               | «Уэмбли», Лондон                        | 2:1                                     | 1                                       | Товарищеский матч                       |
| 21                                      | 29 марта 2022                           | Кот-д’Ивуар                             | «Уэмбли», Лондон                        | 3:0                                     |                                         | Товарищеский матч                       |
| 22                                      | 23 сентября 2022                        | Италия                                  | «Джузеппе Меацца», Милан                | 0:1                                     |                                         | Лига наций 2022/23                      |
| 23                                      | 26 сентября 2022                        | Германия                                | «Уэмбли», Лондон                        | 3:3                                     | 1                                       | Лига наций 2022/23                      |
| 24                                      | 21 ноября 2022                          | Иран                                    | «Халифа», Доха                          | 6:2                                     |                                         | ЧМ-2022. Групповой этап                 |
| 25                                      | 25 ноября 2022                          | США                                     | «Эль-Байт», Эль-Хаур                    | 0:0                                     |                                         | ЧМ-2022. Групповой этап                 |
| 26                                      | 29 ноября 2022                          | Уэльс                                   | «Ахмед бин Али», Эр-Райян               | 3:0                                     |                                         | ЧМ-2022. Групповой этап                 |
| 27                                      | 4 декабря 2022                          | Сенегал                                 | «Эль-Байт», Эль-Хаур                    | 3:0                                     |                                         | ЧМ-2022. 1/8 финала                     |
| 28                                      | 10 декабря 2022                         | Франция                                 | «Эль-Байт», Эль-Хаур                    | 1:2                                     |                                         | ЧМ-2022. 1/4 финала                     |

Итого: 28 матчей / 3 гола; 16 побед, 8 ничьих, 4 поражения.

## Стиль игры
Выступает на позиции крайнего левого защитника и отличается хорошей скоростью и дриблингом. Сэр Тревор Брукинг в 2012 году назвал Люка Шоу «технически высоко одарённым» игроком.

## Достижения

### Командные достижения
«Манчестер Юнайтед»
- Обладатель Суперкубка Англии: 2016
- Обладатель Кубка Английской футбольной лиги: 2022/23
- Победитель Лиги Европы УЕФА: 2017
- Финалист Лиги Европы УЕФА: 2021
- Финалист Кубка Англии: 2022/23

Сборная Англии
- Финалист чемпионата Европы: 2020, 2024

### Личные достижения
- Участник «команды года» в Премьер-лиге по версии ПФА (2): 2013/14, 2020/21[37]
- Приз сэра Мэтта Басби лучшему игроку года: 2018/19
- Игрок года в «Манчестер Юнайтед» по версии футболистов: 2020/21[38]

## Статистика выступлений
Данные приведены по состоянию на 21 мая 2025 года
| Клуб              | Сезон            | Лига | Лига | Кубок | Кубок | Кубок лиги | Кубок лиги | Еврокубки | Еврокубки | Прочие | Прочие | Итого | Итого |
| Клуб              | Сезон            | Игры | Голы | Игры  | Голы  | Игры       | Голы       | Игры      | Голы      | Игры   | Голы   | Игры  | Голы  |
| ----------------- | ---------------- | ---- | ---- | ----- | ----- | ---------- | ---------- | --------- | --------- | ------ | ------ | ----- | ----- |
| Саутгемптон       | 2011/12          | 0    | 0    | 1     | 0     | 0          | 0          | 0         | 0         | —      | —      | 1     | 0     |
| Саутгемптон       | 2012/13          | 25   | 0    | 1     | 0     | 2          | 0          | 0         | 0         | —      | —      | 28    | 0     |
| Саутгемптон       | 2013/14          | 35   | 0    | 3     | 0     | 0          | 0          | 0         | 0         | —      | —      | 38    | 0     |
| Саутгемптон       | Итого            | 60   | 0    | 5     | 0     | 2          | 0          | 0         | 0         | 0      | 0      | 67    | 0     |
| Манчестер Юнайтед | 2014/15          | 16   | 0    | 4     | 0     | 0          | 0          | 0         | 0         | —      | —      | 20    | 0     |
| Манчестер Юнайтед | 2015/16          | 5    | 0    | 0     | 0     | 0          | 0          | 3         | 0         | —      | —      | 8     | 0     |
| Манчестер Юнайтед | 2016/17          | 11   | 0    | 1     | 0     | 2          | 0          | 4         | 0         | 1      | 0      | 19    | 0     |
| Манчестер Юнайтед | 2017/18          | 11   | 0    | 4     | 0     | 3          | 0          | 1         | 0         | 0      | 0      | 19    | 0     |
| Манчестер Юнайтед | 2018/19          | 29   | 1    | 3     | 0     | 0          | 0          | 8         | 0         | —      | —      | 40    | 1     |
| Манчестер Юнайтед | 2019/20          | 24   | 0    | 3     | 1     | 2          | 0          | 4         | 0         | —      | —      | 33    | 1     |
| Манчестер Юнайтед | 2020/21          | 32   | 1    | 3     | 0     | 2          | 0          | 10        | 0         | —      | —      | 47    | 1     |
| Манчестер Юнайтед | 2021/22          | 20   | 0    | 2     | 0     | 0          | 0          | 5         | 0         | —      | —      | 27    | 0     |
| Манчестер Юнайтед | 2022/23          | 31   | 1    | 4     | 0     | 3          | 0          | 9         | 0         | —      | —      | 47    | 1     |
| Манчестер Юнайтед | 2023/24          | 12   | 0    | 1     | 0     | 0          | 0          | 2         | 0         | —      | —      | 15    | 0     |
| Манчестер Юнайтед | 2024/25          | 7    | 0    | 0     | 0     | 0          | 0          | 5         | 0         | —      | —      | 12    | 0     |
| Манчестер Юнайтед | Итого            | 198  | 3    | 25    | 1     | 12         | 0          | 51        | 0         | 1      | 0      | 287   | 4     |
| Всего за карьеру  | Всего за карьеру | 258  | 3    | 30    | 1     | 14         | 0          | 51        | 0         | 1      | 0      | 354   | 4     |

## Личная жизнь
В ноябре 2019 года у Шоу и его девушки Ануски Сантос родился сын Рейн Лондон Шоу.